# Елиас Андреас Хенкел фон Донерсмарк
Елиас Андреас Хенкел фон Донерсмарк (на немски: Elias Graf Henckel von Donnersmarck; * 16 май 1632 в Одерберг в Бранденбург; † 14 април 1699 в Пьолциг, Саксония-Алтенбург) е граф от род Хенкел фон Донерсмарк, господар на Бойтен и Одерберг.
Той е син на граф Елиас Хенкел фон Донерсмарк († 1667) и съпругата му фрайин Анна Мария фон Пуххайм (1608 – 1634), дъщеря фрайхер Андреас фон Пуххайм (1577 – 1621) и Магдалена фон Фройдентал († пр. 1610). Внук е на граф Лазарус II Хенкел фон Донерсмарк (1573 – 1664) и Мария-Якобина фон Байр († сл. 1635) .

## Фамилия
Елиас Андреас Хенкел фон Донерсмарк се жени на 8 февруари 1667 г. в Райзевиц за фрайин Барбара Хелена фон Малтцан (* 27 октомври 1641, Милич; † 18 октомври 1726, Барут), дъщеря на фрайхер Йохан Бернхард II фон Малтцан-Вартенберг-Пенцлин (1597 – 1667) и графиня Анна Урсула фон Хоенцолерн (1607 – 1640). Те имат децата:
- Елиас Бернхард Хенкел фон Донерсмарк (* 15 декември 1669, Одерберг; † 6 април 1697, Пьолциг)
- Йохан Ернст Хенкел фон Донерсмарк (* 17 май 1673, Одерберг; † 12 януари 1743, Одерберг), господар на Одерберг, женен на 9 октомври 1701 г. за Анна Катарина фон Щолц и Симсдорф (* 8 юни 1679; † 17 декември 1754)
- Хелена Констанция Хенкел фон Донерсмарк (* 31 януари/10 февруари 1677, Одерберг; † 22 май 1753, Барут), омъжена между 24 февруари и 6 март 1697 г. в Артерн за граф Йохан Кристиан I фон Золмс-Барут-Кличдорф (* 8 октомври 1670, Барут; † 17 октомври 1726, Барут)
- Венцел Лудвиг Хенкел фон Донерсмарк (* 29 март 1680, Одерберг; † 29 март 1734, Одерберг), женен на 11 август 1706 г. в Барут за Хедвиг Шарлота фон Золмс-Барут (* 24 октомври 1678 в Барут; † 6 септември 1734)
- Ердман Хайнрих Хенкел фон Донерсмарк (* 21 септември 1681, Одерберг; † 1 септември 1752, Пьолциг), женен I. на 6 декември 1714 г. в Зоневалде за графиня Луиза София фон Золмс-Зоненвалде (* 24 септември 1693, Зоневалде; † 7 юни 1717, Полциг), II. на 27 септември 1727 г. в Щутгарт за графиня Шарлота фон Лайнинген-Дагсбург-Хартенбург (* 31 декември 1704, дворец Батенберг, Дюркхайм; † 30 май 1783, Пьолциг)